# Fukaura
Fukaura (深浦町, Fukaura-machi) est un bourg situé dans le district de Nishitsugaru (préfecture d'Aomori), au Japon.

## Géographie

### Situation

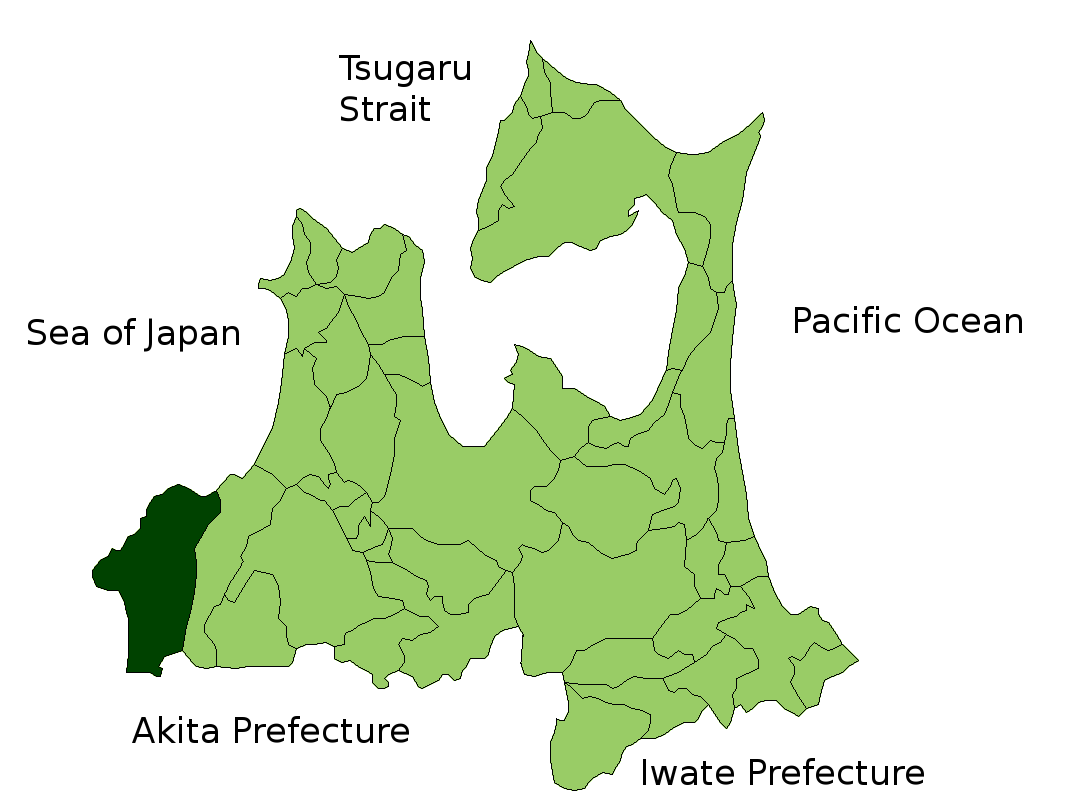
Carte de la préfecture d'Aomori avec le bourg de Fukaura mis en évidence.

Le bourg de Fukaura est situé dans le sud-ouest de la préfecture d'Aomori, sur l'île de Honshū, et fait face à la mer du Japon. Il a pour municipalités voisines le bourg d'Ajigasawa à l'est et le bourg de Happō, dans la préfecture d'Akita, au sud.

### Démographie
Fukaura comptait 9 376 habitants lors du recensement du 28 février 2014.